# Трубоукладач

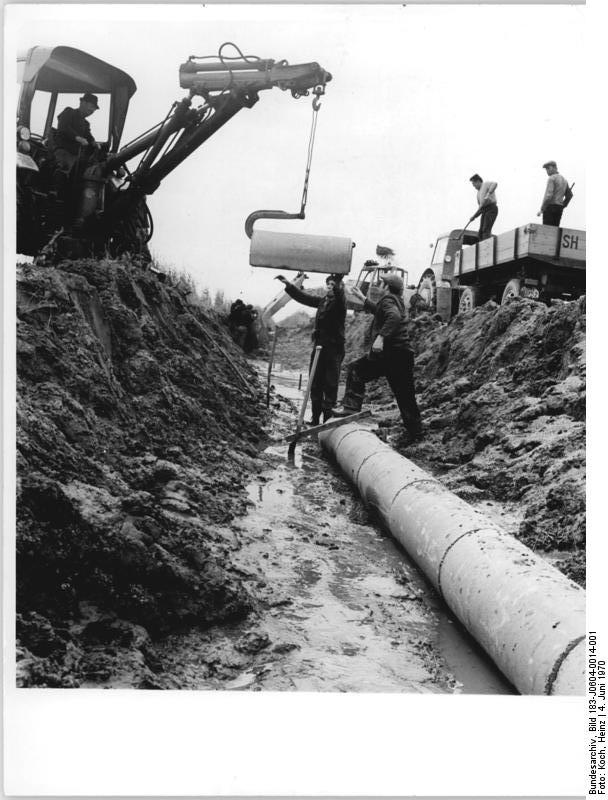
Трубоукладач

Трубоукладач — машина (як правило гусеничний трактор з встановленим на ньому стріловим підйомним устаткуванням), основним призначенням якої є укладання труб у траншеї. Крім того, за допомогою трубоукладача підтримують труби при їхньому очищуванні, зварюванні та нанесенні ізоляції, перевантажують труби та інші вантажі.
Трубоукладач – пересувний підіймальний кран на гусеничному тракторі для укладання труб у траншеї. За допомогою трубоукладача також підтримують труби при їхньому очищуванні, зварюванні та нанесенні ізоляції, перевантажують труби та інші вантажі.
Розрізняють 3 групи трубоукладачів:
- 1 – для укладання труб малих діаметром до 530 мм.
- 2 – для труб діаметром до 1200 мм.
- 3 – для труб з великим діаметром до 1420 мм.

## Характеристики
Основні параметри трубоукладачів: момент стійкості, номінальна вантажопідйомність, конструктивна маса, максимальна висота підйому.
- Вантажопідйомність — від 1 до 50 тон.
- Швидкість руху — 2,1 — 10 км/год.
- Довжина стріли крана — до 7,5 м.